# Suure-Jaani (comune rurale)
Suure-Jaani è un ex comune dell'Estonia situato nella contea di Viljandimaa, nell'Estonia meridionale; il centro amministrativo è la città (in estone linn) di Suure-Jaani.
Il 21 ottobre 2017 è confluito, insieme a Kõo, Kõpu e Võhma, nel nuovo comune di Põhja-Sakala.

## Località
Oltre al capoluogo, il centro abitato comprende un borgo (in estone alevik), Olustvere, e 46 località (in estone küla).
Aimla - Ängi - Arjadi - Epra - Ilbaku - Ivaski - Jälevere - Jaska - Kabila - Kärevere - Karjasoo - Kerita - Kibaru - Kildu - Kobruvere - Kõidama - Kootsi - Kuhjavere - Kuiavere - Kurnuvere - Lahmuse - Lemmakõnnu - Lõhavere - Mäeküla - Metsküla - Mudiste - Munsi - Navesti - Nuutre - Paelama - Päraküla - Põhjaka - Rääka - Reegoldi - Riiassaare - Sandra - Sürgavere - Tääksi - Taevere - Tällevere - Ülde - Vastemõisa - Vihi - Võhmassaare - Võivaku - Võlli